# Belmont (Michigan)
Belmont is een plaats in de Amerikaanse staat Michigan, die deel uitmaakt van de Grand-Rapids-agglomeratie onder de naam Plainfield Township (bestaande uit Northview, Belmont, het voormalige Childsdale en Chauncey).
In het jaar 2000 had Plainfield Township iets meer dan 30.000 inwoners.